# La Belle au bois dormant (film, 1908)
Pour les articles homonymes, voir La Belle au bois dormant (homonymie).
Pour plus de détails, voir Fiche technique et Distribution.
La Belle au bois dormant est un film muet français réalisé par Albert Capellani et Lucien Nonguet et sorti en 1908.

## Synopsis
Une petite fille étant née du Roi et de la Reine, les neuf fées les plus importantes du pays sont appelées à être marraine de l'enfant, qui se retrouve avec une vertu ou un talent spécial. Le bien-être de l'enfant semble assuré, quand, soudain, la Fée la plus âgée et la plus l’aide, qu’on avait oublié d’inviter, apparaît et, furieuse, maudit la petite Princesse en prédisant qu’à 15 ans, elle mourra en se piquant sur le fuseau d’un rouet. Une Fée, cependant, apaise les parents effondrés en leur disant que leur fille ne mourra pas, mais dormira, ainsi que tout son entourage, pendant cent ans. Pour éviter cette calamité, le Roi ordonne que tous les métiers à tisser du royaume soient détruits. La scène suivante montre la Princesse adolescente surveillée de près par une imposante matrone. Cette servante de confiance, cependant, est apparemment trop vieille pour sa gâche et s'endort. La jeune fille de quinze ans monte un petit escalier menant à une mansarde, et là, à son grand étonnement, elle trouve une vieille femme filant de la laine. N'ayant jamais vu de métier à tisser, elle tente d'imiter la vieille dame, mais, hélas, se pique le doigt sur le fuseau et tombe aussitôt dans un profond sommeil. Tout le château s’endort alors, et les haies poussent pour entourer l’edifice, car donc il doit rester intact pendant exactement 1 siècle. La scène suivante représente un jeune et fringant Prince sortant avec sa suite pour une chasse, et on peut facilement détecter par la différence dans leur tenue qu'ils appartiennent à une autre époque que celle de la Princesse. Se retrouvant piégé dans un épais buisson, il appelle à l'aide, et un vieil homme ratatiné apparaît qui, avec un mouvement de son bâton, commande aux arbustes de faire place, et il apparaît aux yeux du Prince étonné un château inconnu. Poussé par la curiosité, il se précipite à l'entrée, les portes s'ouvrant devant lui au fur et à mesure qu'il avance. Dans les chambres et les couloirs, tout est calme et endormi, mais il ne cesse de penser, apparemment porté par une force irrésistible, jusqu'à ce qu'il atteigne la chambre de la Princesse endormie. A la vue de la belle endormie, il tombe à genoux et embrasse sa main, et, comme par magie, tout le château se réveille et revient à la vie. La dernière scène montre la Belle au Bois Dormant et son Prince Charmant entourés de leurs accompagnateurs et se réjouissant de leur bonne fortune.

## Fiche technique
- Réalisation : Albert Capellani et Lucien Nonguet
- Scénario : d'après le conte de Charles Perrault
- Production : Pathé Frères
- Trucages : Segundo de Chomon
- Durée : 14 minutes
- Date de sortie : 
  - France : 31 janvier 1908

## Distribution
- Julienne Mathieu